# يوحنا بن بختيشوع
يوحنا بن بختيشوع طبيب سرياني مسيحي مشرقي عاش في بغداد ينتمي لعائلة بختيشوع، توفي عام 903 ميلادية خدم الخليفة العباسي الموفق ثم عين أسقفا على الموصل عام 893.